# Lista de galáxias de anel polar
Lista de galáxias de anel polar.

## Lista
| Imagem | Galáxia                                     | Tipo            | Notas             |
| ------ | ------------------------------------------- | --------------- | ----------------- |
|        | Centaurus A                                 |                 |                   |
|        | NGC 2685 (UGC 4666, Arp 336, Galáxia Helix) | Lenticular (S0) | [ 1 ] [ 2 ]       |
|        | NGC 4650A (ESO 322-IG69, AM 1241-402)       | Lenticular (S0) | [ 2 ] [ 3 ] [ 4 ] |
|        | NGC 660                                     |                 |                   |
|        | A0136-0801                                  | Lenticular (S0) | [ 2 ] [ 5 ]       |
|        | AM 1934-563                                 | Espiral         | [ 6 ]             |
|        | ESO 415-G26 (AM 0226-320)                   | Lenticular (S0) | [ 2 ] [ 4 ]       |
|        | UGC 5119 (LEDA 27383)                       | Elíptica        | [ 7 ]             |
|        | UGC 7576                                    | Lenticular (S0) | [ 2 ]             |
|        | UGC 9796 (II Zwicky 73)                     | Lenticular (S0) | [ 2 ]             |
|        | AM 2020-504                                 | Elíptica        | [ 2 ]             |

## Anéis polares internos
Algumas galáxias possuem um "anel polar" dentro do disco da galáxia.
- UGC 5600[8]